# 長崎國際電視台
長崎國際電視台（日语：／ Nagasaki Kokusai Terebi */?）是日本長崎縣第四個民營電視台，簡稱為NIB。開播于1991年4月1日，較預定晚了半年。呼號為JOXH-DTV。為日本電視台聯播網NNN·NNS的成員。
目前也播出東京電視台的《神奇寶貝超級願望》、《日經特集 寒武紀宫殿》、《男子饭》（目前長崎縣沒有電視台加盟東京電視網）。

## 外部連結
- 長崎國際電視台 （页面存档备份，存于）
- NIB長崎國際電視台的X（前Twitter）
- NIB長崎國際電視台的Instagram帳戶
- YouTube上的NIB長崎國際電視台頻道